# Goodyera crocodiliceps
Goodyera crocodiliceps là một loài thực vật có hoa trong họ Lan. Loài này được Ormerod mô tả khoa học đầu tiên năm 1996.